# Großlobming
Großlobming è una frazione di 1 192 abitanti del comune austriaco di Lobmingtal, nel distretto di Murtal, in Stiria. Già comune autonomo, il 1º gennaio 2015 è stato fuso con l'altro comune soppresso di Kleinlobming per costituire il nuovo comune, del quale Großlobming è il capoluogo.